# Оук-Веллі (Нью-Джерсі)
Оук-Веллі (англ. Oak Valley) — переписна місцевість (CDP) в США, в окрузі Глостер штату Нью-Джерсі. Населення — 3497 осіб (2020).

## Географія
Оук-Веллі розташований за координатами 39°48′23″ пн. ш. 75°9′32″ зх. д. / 39.80639° пн. ш. 75.15889° зх. д. (39.806271, -75.158815).  За даними Бюро перепису населення США в 2010 році переписна місцевість мала площу 1,84 км², з яких 1,83 км² — суходіл та 0,01 км² — водойми.

## Демографія
Згідно з переписом 2010 року, у переписній місцевості мешкали 3483 особи в 1233 домогосподарствах у складі 976 родин. Густота населення становила 1892 особи/км².  Було 1315 помешкань (714/км²).
Расовий склад населення:
| - 93,5 % — білих - 3,1 % — чорних або афроамериканців - 0,8 % — азіатів - 0,3 % — корінних американців |

До двох чи більше рас належало 1,7 %. Частка іспаномовних становила 3,1 % від усіх жителів.
За віковим діапазоном населення розподілялося таким чином: 21,6 % — особи молодші 18 років, 61,9 % — особи у віці 18—64 років, 16,5 % — особи у віці 65 років та старші. Медіана віку мешканця становила 40,4 року. На 100 осіб жіночої статі у переписній місцевості припадало 94,3 чоловіків;  на 100 жінок у віці від 18 років та старших — 92,5 чоловіків також старших 18 років.
Середній дохід на одне домашнє господарство  становив 72 935 доларів США (медіана — 62 750), а середній дохід на одну сім'ю — 80 974 долари (медіана — 81 442). Медіана доходів становила 47 450 доларів для чоловіків та 37 009 доларів для жінок. За межею бідності перебувало 5,7 % осіб, у тому числі 5,9 % дітей у віці до 18 років та 4,6 % осіб у віці 65 років та старших.
Цивільне працевлаштоване населення становило 1632 особи. Основні галузі зайнятості: освіта, охорона здоров'я та соціальна допомога — 20,0 %, роздрібна торгівля — 15,3 %, фінанси, страхування та нерухомість — 10,8 %, виробництво — 10,6 %.